# 哈恩-巴拿赫定理
在泛函分析中，哈恩－巴拿赫定理是一个极为重要的工具。它允许了定义在某个向量空间上的有界线性算子扩张到整个空间，并说明了存在“足够”的连续线性泛函，定义在每一个賦範向量空間，使对偶空间的研究变得有趣味。这个定理以汉斯·哈恩和斯特凡·巴拿赫命名，他们在1920年代後期独立证明了这个定理。

## 表述
定理的最一般的表述需要一些准备。给定标量體{\displaystyle \mathbb {K} }（实数域或复数域）上的一个向量空间{\displaystyle V}，一个函数{\displaystyle {\mathcal {N}}:V\rightarrow \mathbb {R} }称为次线性的，如果：
{\displaystyle {\mathcal {N}}(ax+by)\leq |a|{\mathcal {N}}(x)+|b|{\mathcal {N}}(y)\qquad \forall x,y\in V\quad \forall a,b\in \mathbb {K} .}
可以很容易证明，{\displaystyle V}上的每一个范数和每一个半范数都是次线性的。其它的次线性函数也可以是很有用的。
哈恩－巴拿赫定理说明，如果{\displaystyle {\mathcal {N}}:V\rightarrow \mathbb {R} }是一个次线性函数，{\displaystyle \varphi :U\rightarrow \mathbb {K} }是{\displaystyle V}的子空间{\displaystyle U}上的一个线性泛函，满足：
{\displaystyle |\varphi (x)|\leq {\mathcal {N}}(x)\qquad \forall x\in U}
那么存在{\displaystyle \varphi }到整个空间{\displaystyle V}的一个线性扩张{\displaystyle \psi :V\rightarrow \mathbb {K} }，也就是说，存在一个线性泛函ψ，使得：
{\displaystyle \psi (x)=\varphi (x)\qquad \forall x\in U}
以及：
{\displaystyle |\psi (x)|\leq {\mathcal {N}}(x)\qquad \forall x\in V.}
扩张ψ一般不是由{\displaystyle \varphi }唯一指定的，定理的证明也没有给出任何求出ψ的方法：在无穷维空间{\displaystyle V}的情形中，它依赖于佐恩引理——选择公理的一个表述。
我们可以把{\displaystyle {\mathcal {N}}}的次线性条件稍微减弱，只需要：
{\displaystyle {\mathcal {N}}(ax+by)\leq |a|{\mathcal {N}}(x)+|b|{\mathcal {N}}(y)\qquad \forall x,y\in V\quad |a|+|b|=1\in \mathbb {R} }
根据（Reed and Simon, 1980）。这揭示了哈恩-巴拿赫定理与凸性的密切联系。

## 重要的结果
这个定理有一些重要的结果，其中有些也有时称为“哈恩-巴拿赫定理”：
- 如果V是一个赋范向量空间，其子空间为U（不一定是闭的），且φ : U → K是连续和线性的，那么存在φ的一个扩张ψ : V → K，也是连续和线性的，且范数与φ相同（关于线性映射的范数的讨论，参见巴拿赫空间）。也就是说，在赋范向量空间的范畴中，空间{\displaystyle \mathbb {K} }是一个内射对象。
- 如果V是一个赋范向量空间，其子空间为U（不一定是闭的），且z是V的一个元素，不在U的闭包内，那么存在一个连续线性映射ψ : V → K，对于U内的所有x都满足ψ(x) = 0，ψ(z) = 1，且||ψ|| = 1/dist(z,U)。

## 哈恩-巴拿赫分离定理
哈恩-巴拿赫定理的另外一种形式，称为哈恩-巴拿赫分离定理。它在凸几何中有许多用途。
定理：设{\displaystyle V}为 {\displaystyle \mathbb {K} =\mathbb {R} }或{\displaystyle \mathbb {C} }上的一个拓扑向量空间，{\displaystyle A}和{\displaystyle B} 是 {\displaystyle V}的非空凸子集。假设{\displaystyle A\cap B=\varnothing }。那么：
1. 如果{\displaystyle A}是开集，那么存在一个连续线性映射{\displaystyle \lambda \colon V\to \mathbb {K} }和 {\displaystyle t\in \mathbb {R} }，使得对于所有的{\displaystyle a\in A}和{\displaystyle b\in B}，都有 {\displaystyle \operatorname {Re} \,\lambda (a)<t\leq \operatorname {Re} \,\lambda (b)}。
2. 如果{\displaystyle V} 是局部凸的，{\displaystyle A} 是紧集，且{\displaystyle B} 是闭集，那么存在一个连续线性映射 {\displaystyle \lambda \colon V\to \mathbb {K} }和 {\displaystyle s,t\in \mathbb {R} }，使得对于所有的{\displaystyle a\in A}和{\displaystyle b\in B}，都有 {\displaystyle \operatorname {Re} \,\lambda (a)<t<s<\operatorname {Re} \,\lambda (b)}。

## 与选择公理的关系
前面已经提到，从选择公理可以推出哈恩-巴拿赫定理。然而，反过来不成立。注意超滤子引理比选择公理更弱，但从它也可以推出哈恩-巴拿赫定理（反过来则不行）。实际上，哈恩-巴拿赫定理还可以用比超滤子引理更弱的假设来证明。对于可分巴拿赫空间，Brown和Simpson证明了哈恩-巴拿赫定理可以从WKL0——一个二阶算术的弱子系统推出。